# Caster (marque)
 (novembre 2021).
Pour les articles homonymes, voir Caster.
Caster (キャスター, Kyasutā) est une marque de cigarettes produite et vendue par Japan Tobacco.

## Histoire
Les premières cigarettes Caster sont introduites par la Nippon Monopoly Corporation le 1er juillet 1982. Le nom est choisi de la locution anglaise « news caster », signifiant présentateur/trice de nouvelles. Le tabac utilisé dans les cigarettes Caster contenait de la vanille de Madagascar, mais d'autres versions utilisaient d'autres saveurs (comme Caster Frontier, qui avait une saveur de chocolat). 
En 2003, la saveur Caster Super Mild a été lancée dans la préfecture de Hiroshima en édition limitée. À l'été 2004, les paquets de Caster changent de style, mais les Caster Mild et Caster Super Mild gardent leur ancien emballage. En avril 2007, la marque introduit son slogan, « Taste better than Casters », signifiant « goûte meilleur que les Casters ». Décembre 2007 marque un nouveau changement d'emballage pour toutes les saveurs, avec le retour de l'ancien logo. En avril 2010, l'entreprise change le teneur de ses saveurs en plus d'introduire une nouvelle ligne, les D-Spec. La marque subit des changements de prix pour avoir un prix uniforme en octobre 2010. 
Après le séisme de 2011 de la côte Pacifique du Tōhoku, les Caster One et Caster Menthol arrêtent d'être vendus. En 2015, tous les produits à l'exception de Caster Gold Silk sont retirés, pour être fusionnés avec la marque Winston. Les Gold Silk finissent par être à leur tour retirés en novembre 2016. La marque fait son retour en avril 2021, avec l'introduction de Caster Vanilla Premium. 

## Publicité
Dans les années 1980, Caster a effectué de nombreuses campagnes publicitaires mettant en vedettes l'acteur Tatsuya Fuji. Il y utilisait le slogan « This tastes like me » (« Cela goûte comme moi »). 
Dans les années 1990, les campagnes publicitaires de Caster se font à la télévision. On retrouve aussi des télécartes avec de la publicité pour Caster.

## Marchés
Les cigarettes Caster sont vendues principalement au Japon, mais aussi à Taiwan, Singapour et en Corée du Sud.

## Produits
| Nom                     | Date de lancement  | Date de retrait | Prix (en ¥) | Taux de goudron | Taux de nicotine | Description                                        |
| ----------------------- | ------------------ | --------------- | ----------- | --------------- | ---------------- | -------------------------------------------------- |
| Caster Original         | 1er juillet 1982   | Mai 2011        | 410         | 7 mg            | 0.6 mg           |                                                    |
| Caster Special          | 1er avril 1984     | Juillet 1992    | 240         | 8 mg            | 0.7 mg           | Version plus grande du Caster Original.            |
| Caster Special Box      | 1er janvier 1988   | Octobre 1994    | 240         | 8 mg            | 0.8 mg           | Version plus grande du Caster Original en boîte.   |
| Caster Mild             | 1er octobre 1988   | Novembre 2015   | 420         | 5 mg            | 0.4 mg           | Devient Winston XS Caster 5                        |
| Caster Bevel            | 1er septembre 1990 | Novembre 2015   | 250         | 8 mg            | 0.7 mg           | Devient la marque Bevel.                           |
| Caster Mild Box         | 1er octobre 1992   | Novembre 2015   | 420         | 5 mg            | 0.4 mg           | Devient Winston XS Caster 5.                       |
| Caster Frontier One Box | 1er février 1993   | Novembre 2015   | 420         | 1 mg            | 0.1 mg           | Devient Winston XS Caster F One Box.               |
| Caster Box              | 5 janvier 1995     | Octobre 2003    | 280         | 8 mg            | 0.7 mg           | Revendue plus tard sous le nom Caster Classic Box. |
| Caster Super Mild Box   | 1er décembre 1995  | Novembre 2015   | 420         | 3 mg            | 0.3 mg           | Devient Winston XS Caster 3 Box.                   |
| Caster One 100's Box    | 2 décembre 1996    | Novembre 2015   | 420         | 1 mg            | 0.1 mg           | Devient Winston XS Caster One 100's Box.           |
| Caster Mild Pure Box    | 1er octobre 1997   | Juin 2002       | 270         | 6 mg            | 0.5 mg           | Moins de fumée.                                    |
| Caster One Box          | 11 janvier 1999    | Août 2015       | 420         | 1 mg            | 0.1 mg           |                                                    |
| Caster One              | 1er décembre 2000  | Mai 2011        | 410         | 1 mg            | 0.1 mg           | Plus doux.                                         |
| Caster Super Mild       | 1er septembre 2003 | Novembre 2015   | 420         | 3 mg            | 0.3 mg           | Devient Winston XS Caster 3.                       |
| Caster Classic Box      | Août 2012          | Novembre 2015   | 2600        | 7 mg            | 0.6 mg           | Vendu seulement en boutique hors taxes.            |
| Caster Gold Silk 6 Box  | Décembre 2014      | Novembre 2016   | 440         | 6 mg            | 0.6 mg           |                                                    |
| Caster Bevel Menthol    | 2 juin 1992        | Septembre 1995  | 250         | 8 mg            | 0.7 mg           | Discontinué après absorption par une autre marque. |
| Caster Menthol Box      | 1er juin 2004      | Mai 2011        | 410         | 3 mg            | 0.3 mg           | Anciennement Caster Cool Vanilla Menthol Box.      |